# Ovenna imitans
Ovenna imitans là một loài bướm đêm thuộc phân họ Arctiinae, họ Erebidae.